# Ross Allen Sadlier
Ross Allen Sadlier (* 24. Januar 1955)  ist ein australischer Herpetologe. Er ist Kurator (Sammlungsmanager) für Herpetologie am Australian Museum in Sydney.

## Leben
Sadlier war ab 1980 Technical Officer in der Abteilung Herpetologie des Australian Museum und ab 1996 Collection Manager. 1986 erhielt er einen Bachelor-Abschluss an der Macquarie University und arbeitete an der University of California, Berkeley.
Er war zu Feldstudien in Nordaustralien, New South Wales und auf Inseln des Südwest-Pazifik und in jüngster Zeit vor allem in Regenwäldern Ostaustraliens und Neukaledoniens, wo er sich auch mit Naturschutzfragen befasst. 
Er veröffentlichte die Erstbeschreibungen von 69 Reptilien-Arten, teilweise in Zusammenarbeit mit Aaron M. Bauer.

## Dedikationsnamen
Nach Sadlier sind die Skinkart Pygmaeascincus sadlieri und die Unterart Candoia paulsoni sadlieri benannt.

## Schriften (Auswahl)
- mit Gerry Swann, Glenn M. Shea: A field guide to reptiles of New South Wales, Reed New Holland 2004
- mit Aaron M. Bauer und Ivan Ineich: The herpetofauna of New Caledonia, Ithaca, NY,  Society for the Study of Amphibians and Reptiles (SSAR), 2000
- mit John Cann: Freshwater Turtles of Australia, CSIRO Publishing, 2017